# اللسي (ذمار)
اللسي هي إحدى قرى الجمهورية اليمنية. وهي تتبع جغرافيًا لمحافظة ذمار. وإداريًا لمديرية ميفعة عنس. يبلغ تعداد سكانها 2476 نسمة حسب الإحصاء الذي جرى عام 2004.